# 松本潤
松本 潤（まつもと じゅん、1983年〈昭和58年〉8月30日 - ）は、日本の俳優、歌手、司会者、タレント。男性アイドルグループ嵐のメンバー。愛称は、松潤。
MJC Inc.および株式会社嵐所属。東京都豊島区出身。堀越高等学校卒業。

## 略歴
1996年、中学1年生の頃に芸能界デビュー。1997年4月に『保険調査員 しがらみ太郎の事件簿 第3作 讃岐殺人事件』でテレビドラマに初出演し、俳優デビューを果たす。同年、10月18日に放送された『ぼくらの勇気 未満都市』で初の連続ドラマレギュラー出演を果たす。
1998年に『新宿少年探偵団』で映画初出演を果たした。同年8月6日には、朝日新聞社主催の第80回全国高等学校野球選手権大会開会式前のイベントで進行役を務めた。8月8日には、テレビ朝日で中継されていた第11回東京湾大華火祭の司会を務めた。また同年、ミサワホームのCMに起用され、CM初出演を果たした。
1999年4月に堀越高等学校普通科トレイトコースに入学し、2002年3月に卒業。現在も堀越高校の同級生と交流がある。高校在学中の1999年に、嵐を結成。
2001年に放送されたテレビドラマ『金田一少年の事件簿 第3シリーズ』（日本テレビ）の金田一一役で注目を集めた。その後、初の単独レギュラー番組が10月4日から深夜枠で放送開始。翌2002年、テレビドラマ『ごくせん』に出演。以後、『きみはペット』などの多数のテレビドラマ、映画に出演し、知名度を上げていく。
2001年から2003年にかけて、日本マクドナルドの『サーモンマック ムニエル風』のテレビCMに初出演。同時期に、日本コカ・コーラの『コカ・コーラ』キャンペーンのテレビCMにも出演。以降、CMや広告等多数メディアに出演。
2007年に放送されたテレビドラマ『バンビ〜ノ!』（日本テレビ）に出演し、5年振りの水曜ドラマ枠への登板となった。翌2008年、サントリー『ペプシコーラ』のテレビCMに起用される。以後、2010年からフジテレビ月曜9時枠の連続ドラマ『ラッキーセブン』、『失恋ショコラティエ』などに主演として出演した。
2013年にメディアの調査・分析を行うニホンモニターの調査による年末年始の「タレント番組出演本数ランキング」で首位を獲得。松本は昨年に続き2年連続1位となった。
2016年4月、テレビドラマ『99.9-刑事専門弁護士-』で、日曜劇場の初主演を務める。2018年に『99.9-刑事専門弁護士- SEASON II』が放送。
2021年12月、映画『99.9-刑事専門弁護士-THE MOVIE』が公開される。2022年、テレビドラマ『となりのチカラ』で、テレビ朝日系の連続ドラマ初主演となる。
2023年には、NHK大河ドラマ『どうする家康』に徳川家康役で主演を務める。大河ドラマ初出演にして、初主演となる。インタビューでは「昨年（2020年）末に嵐という船を一度降りることになり、新たな冒険をしたいと思っていた時にこの話をいただきました。精一杯やらせていただきたいと思います」と語っている。 
2024年5月16日、 所属事務所のSTARTO ENTERTAINMENTから同年5月30日をもって独立することを、有料会員サイトを通じて発表した。嵐のメンバーとしてのエージェント契約は継続する。同社と契約を結んだタレントが独立するのは、松本が初のケースとなる。6月1日、自身のInstagramで新会社「MJC Inc.」を設立したことを報告した。

## 人物

### エピソード
- 幼少時代は水泳を習っており、小学校時代は町内の野球部に所属し、中学在学中にはサッカー部に所属していた。他にも習字、そろばんと多数の習い事をしていた[36]。
- 父、母、姉の2人姉弟・4人家族。2歳年上の姉とは仲が良く、姉はたまに松本のことを「松潤」と呼んでいる[37]。
- 家族について「家族と一緒にいると癖や好みが似ていたこともあり、こうやってちょっとしたもので繋がりを感じるようになる」と、家族への思いを語っていた[38]。
- 2003年に『はなまるマーケット』に出演し、憧れている女優として松たか子を挙げている[39]。

### 嗜好
- 料理を趣味の1つとしており、このことをキッコーマンのCM発表会でメニューを調理し、得意の料理の腕前を披露している[40]。
- 好物は寿司[41]、蕎麦[42]。好きな飲み物はコーヒーで、コーヒーは番組でもよく飲むことが多い[4]。

### 交友関係
- 堀越高等学校の同級生に松田龍平、中村七之助、水川あさみ、平山あやがいる[10]。高校時代は友人から「まっつん」と呼ばれていた[43]。友達とは最近普通に新宿に行ったり、渋谷に行ったりしている[39]。
- 『99.9-刑事専門弁護士-』シリーズで共演した香川照之とはプライベートでも一緒に食事をしに行く仲[44]。またドラマ『99.9-刑事専門弁護士- SEASON Ⅱ』で共演した笑福亭鶴瓶とも交友がある[24]。

## 出演
※主演作品は太字表記

### テレビドラマ
- 保険調査員 しがらみ太郎の事件簿 第3作「讃岐人事件」（1997年4月28日、TBS） - 米田俊一 役
- もうひとつの心臓（1997年10月11日、NHK総合） - 北村徹 役
- ぼくらの勇気 未満都市（1997年10月18日 - 12月20日、日本テレビ） - モリ 役
  - ぼくらの勇気 未満都市 2017（2017年7月21日、日本テレビ） - モリ 役[13]
- BOYS BE…Jr. 「白熱!恋愛したい症候群」（1998年10月4日、日本テレビ） - 主演・ユウ 役
- 必要のない人（1998年10月7日 - 12月23日、NHK総合） - 大野拓 役
- 熱血恋愛道（日本テレビ）
  - 第2話 「case2:獅子座のA型BOY」（1999年1月17日、日本テレビ） - 主演・二階堂烈 役
  - 第11話「case11:双子座のB型BOY」（1999年3月21日、日本テレビ） - 主演・福永孝介 役
- 怖い日曜日 最終回 「古着屋」（1999年9月11日、日本テレビ） - S 役
- Vの嵐[45]（1999年10月11日 - 29日、フジテレビ） - 松本潤 役
- 史上最悪のデート 「the 2nd Dates：ビンボー美少年vs金持ちお嬢様」（2000年12月10日、日本テレビ） - 主演・ユウスケ 役
- 向井荒太の動物日記 〜愛犬ロシナンテの災難〜 最終話（2001年3月17日、日本テレビ） - 金田一少年 役
- 金田一少年の事件簿（日本テレビ） - 主演・金田一一 役
  - 金田一少年の事件簿 魔術列車殺人事件（2001年3月25日、日本テレビ）
  - 金田一少年の事件簿（2001年7月14日 - 9月15日、日本テレビ）
- ごくせん（2002年4月17日 - 7月3日、日本テレビ） - 沢田慎 役
  - ごくせんリターンズ 〜総集編&師走のヤンクミスペシャル〜（2002年12月29日、日本テレビ）
  - ごくせん スペシャル さよなら3年D組〜ヤンクミ涙の卒業式（2003年3月26日、日本テレビ）
- よい子の味方 〜新米保育士物語〜 最終話（2003年3月15日、日本テレビ） - 沢田慎 役
- きみはペット（2003年4月16日 - 6月18日、TBS） - 主演・合田武志 役（小雪とW主演）
- プロポーズ 世界で一番しあわせな言葉「エピソード 1 火消しの恋」（2005年6月29日、日本テレビ）[46] - 主演・佐藤浩介 役
- 花より男子（TBS） - 道明寺司 役
  - 花より男子（2005年10月21日 - 12月16日、TBS）
  - 花より男子2（リターンズ）（2007年1月5日 - 3月16日、TBS）
- 世にも奇妙な物語 〜15周年の特別編〜 「イマキヨさん」（2006年3月28日、フジテレビ）[47][48] - 主演・高田和夫 役
- バンビ〜ノ!（2007年4月18日 - 6月27日、日本テレビ） - 主演・伴省吾 役
- みゅうの足パパにあげる（2008年8月30日、日本テレビ） - 主演・山口隼人 役
- スマイル（2009年4月17日 - 6月26日、TBS） - 主演・早川ビト 役
- 0号室の客「憧れの男」 第2話（2009年10月23日 - 11月13日、フジテレビ） - 本人 役（特別出演）
- 最後の約束（2010年1月9日、フジテレビ） - 後藤望 役
- わが家の歴史（2010年4月9日 - 11日、フジテレビ） - 八女義男 役[49]
- 怪物くん 最終回（2010年6月12日、日本テレビ） - 怪物くんの執事 役
- 夏の恋は虹色に輝く（2010年7月19日 - 9月20日、フジテレビ） - 主演・楠大雅 役
- バーテンダー（2011年2月4日、11日、テレビ朝日） - 本人 役（特別出演）
- もう誘拐なんてしない（2012年1月3日、フジテレビ） - 時多駿太郎 役
- ラッキーセブン（フジテレビ） - 主演・時多駿太郎 役
  - ラッキーセブン（2012年1月16日 - 3月19日、フジテレビ）
  - ラッキーセブン スペシャル（2013年1月3日、フジテレビ）
- 特集ドラマ はじまりの歌（2013年9月23日、NHK総合） - 主演・中原航 役
- 失恋ショコラティエ（2014年1月13日 - 3月24日、フジテレビ） - 主演・小動爽太 役
- 99.9-刑事専門弁護士-（TBS） - 主演・深山大翔 役
  - 99.9-刑事専門弁護士- SEASON Ⅰ（2016年4月17日 - 6月19日、TBS）[50]
  - 99.9-刑事専門弁護士- SEASON Ⅱ（2018年1月14日 - 3月18日、TBS）[51]
  - 99.9-刑事専門弁護士- 完全新作SP新たな出会い篇 〜映画公開前夜祭〜（2021年12月29日、TBS）[52]
- 花のち晴れ〜花男 Next Season〜 第1話（2018年4月17日、TBS） - 道明寺司 役
- 永遠のニㇱパ 〜北海道と名付けた男 松浦武四郎〜（2019年7月15日 北海道は6月7日先行放送、NHK総合） - 主演・松浦武四郎 役[53]
- となりのチカラ（2022年1月20日 - 3月31日、テレビ朝日） - 主演・中越チカラ 役[54][55]
- 大河ドラマ（NHK総合）
  - 鎌倉殿の13人 最終回（2022年12月18日） - 徳川家康 役[56]
  - どうする家康（2023年1月8日 - 12月17日） - 主演・徳川家康 役[28][57]
- 19番目のカルテ（2025年7月13日 - 、TBS） - 主演・徳重晃 役[58]

### ドキュメンタリー番組
- 歌舞伎座開場スペシャル『今語られる勘三郎…役者の生き様 夫婦の絆 独占告白＆秘蔵映像300日』（2013年4月5日、フジテレビ）[59] - ナビゲート
- 「99.9-刑事専門弁護士-」ドキュメント松本潤に完全密着!（2016年4月15日、TBS）
- NNNドキュメント'19「大丈夫。のはずが...西日本豪雨半年 被災地は今」（2019年1月20日、日本テレビ・BS日テレ・日テレNEWS24） - ナレーション[60]
- 24時間テレビ42 「WheeLog!」（2019年8月25日、日本テレビ） - ナレーション[61]
- 第31回JNN企画大賞「未来をつくる島ホテル」（2022年1月15日、制作幹事局：山陰放送、TBS系列全国28局） - 旅人[62][63]

### 映画
- 新宿少年探偵団（1998年4月29日、松竹） - 神崎謙太郎 役
- ピカ☆ンチ LIFE IS HARDだけどHAPPY（2002年10月18日、ジェイ・ストーム） - 二葉廉太郎（ボン） 役
- ピカ★★ンチ LIFE IS HARDだからHAPPY（2004年3月1日、ジェイ・ストーム） - 二葉廉太郎（ボン） 役
- Tokyo Tower（2005年1月15日、東宝） - 大原耕二 役
- 僕は妹に恋をする（2007年1月20日、東芝エンタテインメント） - 主演・結城頼 役
- 黄色い涙（2007年4月14日、ジェイ・ストーム） - 勝間田祐二 役
- 隠し砦の三悪人 THE LAST PRINCESS（2008年5月10日、東宝） - 主演・武蔵 役
- 花より男子ファイナル（2008年6月28日、東宝） - 道明寺司 役
- 陽だまりの彼女（2013年10月12日、東宝 / アスミック・エース） - 主演・奥田浩介 役[64]
- ピカ☆★☆ンチ LIFE IS HARD たぶんHAPPY（2014年8月1日、ジェイ・ストーム） - 二葉廉太郎（ボン） 役
- ナラタージュ（2017年10月7日、東宝 / アスミック・エース） - 主演・葉山貴司 役（有村架純とW主演）[65]
- 99.9-刑事専門弁護士-THE MOVIE（2021年12月30日、松竹） - 主演・深山大翔 役[66]

### テレビアニメ
- こちら葛飾区亀有公園前派出所 TVSP11弾（2002年1月6日、フジテレビ） - 本人 役

### テレビ番組
- 愛LOVEジュニア（1996年4月8日 - 1998年9月28日、テレビ東京）
- ミュージック・ジャンプ（1997年4月6日 - 1999年、NHK-BS2）
- SHOW-NEN J（1998年4月2日 - 10月1日、テレビ朝日）
- Gyu!と抱きしめたい!（1998年4月5日 - 9月27日、日本テレビ）
- 8時だJ（1998年4月15日 - 1999年9月22日、テレビ朝日）
- ミンナのテレビ（2005年4月13日 - 9月28日、日本テレビ） - 司会
  - 歌笑HOTヒット10（2005年10月16日 - 2006年3月12日、日本テレビ）
  - ウタワラ（2006年4月16日 - 2007年1月28日、日本テレビ）

### 特別番組
- 世界1のSHOWタイム〜ギャラを決めるのはアナタ〜（日本テレビ） ‐ メイン司会
  - 第4回（2011年10月9日放送）
  - 第5回（2012年1月2日放送）
  - 第6回（2012年9月29日放送）
  - 第7回（2013年1月2日放送）
  - 第8回（2014年6月23日放送）
- 24時間テレビ35 愛は地球を救う - 「松本潤 ダーツの旅」（2012年8月25日、日本テレビ）
- ボクらの時代 三人寄れば福来たるスペシャル 「野田秀樹×松本潤×瑛太 世代を超えて本音を語りつくす」（2012年12月30日、フジテレビ）
- どうする松本潤? 徳川家康の大冒険（2022年3月26日・9月10日、NHK BSプレミアム）[67]
- 第73回NHK紅白歌合戦（2022年12月31日、NHK総合・ラジオ第1） - ゲスト審査員

### ラジオ番組
- 真夜中の少年たち（1997年10月 - 1999年9月、ABCラジオ）
- JUN STYLE（2002年10月5日 - 2011年9月24日、エフエムナックファイブ） - 『EXCITING SATURDAY』内のミニ番組 ※初単独ラジオ放送。
- 『松本潤の回想録』TOKYO FM 特別番組（2017年10月6日、10月13日、10月20日、TOKYO FM/JFN）[68]

### 舞台
- Stand by Me（1997年7月26日・27日:大阪ドラマシティ、8月8日 - 8月21日:東京アートスフィア） - テディ 役
- WEST SIDE STORY（2004年12月4日 - 2005年1月9日） - ベルナルド 役
- エデンの東（2005年5月1日 - 29日）[69] - 主演・キャル・トラスク 役 ※初舞台主演。
- 白夜の女騎士（2006年5月7日 - 30日） - 主演・空飛びサスケ（ヒト）役
- あゝ、荒野（彩の国さいたま芸術劇場2011年10月29日 - 11月6日、青山劇場11月13日 - 12月2日） - 主演・新宿新次 役[70]
- 正三角関係（2024年7月11日 - 8月25日、東京芸術劇場 プレイハウス / 9月5日 - 11日、J:COM 北九州芸術劇場 大ホール / 9月19日 - 10月10日、SkyシアターMBS / 10月31日 - 11月2日、サドラーズウェルズ劇場）[71]

### CM・企業広告
- ミサワホーム（1998年）
- バンダイ「たまごっち オスっちメスっち」（1999年）
- マクドナルド「サーモンマック ムニエル風」（2001年）
- 全日本空輸「スーパーエコ割」（2008年）
- サントリー「ペプシコーラ ペプシネックス」（2008年）[72]
  - 「ホント。」篇（2008年3月 - ）/「リピート。」篇（2008年4月 - ）/「定番　ずーっと。」篇（2008年7月 - ）/「クリスマス。」篇/「プレゼント。」篇/「サンタ。」篇（2008年12月 - ）
- 日本ケンタッキー・フライド・チキン（2009年 - 2011年）[73]
  - 「ポットパイとチキンのBOX」（2009年）
  - 「トマトクリームポットパイ」（2010年）
  - 「チキンクリームポットパイ」/ 「エビ入りトマトクリームポットパイ」（2011年）
- コーセー「ファシオ」（2010年 - 2013年）[74]
  - 「ハイパーステイマスカラマグネプラス」（2010年1月 - ）[75]/「マスカライナー」（2010年11月 - ）[76]
  - 「カールロックマスカラ」（2011年1月 - ）[77]/「ミネラルバリアファンデーション」（2011年7月 - ）[78]
  - 「ウルトラカールロックマスカラ ロング」（2012年1月 - ）[79]/「フルダイナミックボリュームマスカラ」（2012年7月 - ）[80]
- キリンビール（2010年 - 2013年）
- 任天堂（2010年 - 2011年）
  - 「マリオカートWii」/「ドンキーコングリターンズ」（2010年）
  - 「ゼルダの伝説 時のオカリナ 3D」（2011年）
- 大王製紙（2010年 - 2017年）[81]
  - エリエール＋Water
    - 「ティザー」篇（2010年9月 - ）[82]/「新発売」篇（2010年10月 - ）/「鼻をかむ男性」篇（2010年11月 - ）
    - 「＋Water リピートしちゃう」篇（2013年2月 - ）
    - 「買い物」篇/ 「出産」篇（2014年1月 - ）[83]

  - GOO.N・はじめての肌着（2012年）
    - 「愛するすべての赤ちゃんへ」篇（2012年10月 - ）
    - 「GOO.Nからの手紙篇」/「でこぼこウォーキング篇」（2015年4月 - ）[84]

  - ティシュー「ひとり暮らし」篇[85]/ 「准教授」篇（2015年10月 - ）[86]
- 日立（2010年 - ）[87]
- リクルート
  - ホットペッパービューティー（2011年9月 - ）[88]
  - SUUMO「松本潤さんの幻想的な住まい探し」篇（2022年1月 - ）[89]
- 日産自動車（2012年 - 2013年）
  - 「企業」/「キューブ」/「NOTE・メダリスト」（2012年）
  - 「DAYZ」（2013年）
- グリー GREE（2012年）
- 明治（2011年 -）
  - 明治ミルクチョコレート（2011年 -）[90]
    - 「チョコの世界で」篇（2011年10月 - ）[91]
    - 「オハラ」篇（2012年10月 - ）[92]/「スラムダンク」篇（2012年12月 - ）[93]
    - 「友チョコ」篇（2013年1月 - ）[94]
    - 「チョコレート工場」篇（2015年1月 - ）
    - 「junの館　女の子と宇宙人」篇（2020年1月 - ）[95]

  - クリスピーズ（2012年）[96]
  - きのこの山・たけのこの里（2013年 -）
    - 「ピーター・パン」篇（2013年9月 - ）
    - 「入社式」篇（2014年3月 - ）[97]/「あなたは、どっち?篇」（2014年8月）[98]
    - 「オレの食べ方」篇（2015年3月 - ）[99]/「七福潤」篇（2015年8月 - ）[100]
    - 「分けてもうまい」篇（2016年3月 - ）[101]
    - 「国民総選挙2018 結果」篇（2018年9月 - ）[102]

  - ミルクチョコレートBOX「カーニバルの男」篇（2014年 - ）
  - 明治 ザ・チョコレート・こく苦カカオ[103]（2014年 - ）
  - ブラックチョコレートBOX「1926年」篇（2017年 - ）
- コーセー「コーセーコスメポート」（2013年 - ）
  - ジュレーム（2013年 - ）[104]
    - 「ジュレーム・シャンプー」（2015年 - 2019年）
    - 「ジュレーム ファンタジスト リペアインテンシブセラム」（2018年）[105]
    - 「ジュレーム シュープリーム シャンプー」（2020年8月6日）[106]

  - サボン・ド・ブーケ「サボンド警部」篇（2014年 - ）[107]
  - サボンドブーケ ホワイト（2015年）[108]
  - クリアターン 美肌職人「こだわって」篇（2019年6月 - ）[109]
  - クリアプロ クレンジングバーム CICAブラック「松本店長」篇（2022年4月 - ）[110]
  - クリアプロ クッションクレンジングオイル「Black&Gold」篇（2023年3月 - ）[111]
- キリンビバレッジ 「午後の紅茶おいしい無糖」/「メッツ」（2016年 - 2018年）[112]
- ガンホー・オンライン・エンターテイメント パズル&ドラゴンズ（2014年）
- 日本航空
  - （2021年4月 - ）
  - 「JAL先得『旅が始まる』」篇（2021年12月10日 - ）[113]  企業」（2016年、2021年4月 -）
- キッコーマン「うちのごはん」（2017年 - ）[114]
  - 「キャベツのごま味噌炒め用」[115]/「濃くあまトマトみそ炒め」/「なすの肉みそ炒め」[116]/「鶏大根」[117]（2017年）
  - 「白菜のうま煮」/「五目ごはん」（2018年）
  - 「すきやき肉豆腐用」（2019年）
  - 「キャベツのガリバタ醤油炒め」篇/「豚バラなすのスタミナ炒め」篇/「豚と白菜のシャキみそ炒め」篇（2020年 - ）
- 第一三共ヘルスケア ルルアタックシリーズ（2018年 - ）
  - 「ルルアタックEX」/「ルルアタックFX」（2018年）
  - 「ルルアタックTR」（2019年）
  - 「ルルアタックEXプレミアム」（2022年）[118]
- 日本郵便（旧: 郵便局）年賀状「つながる人 松本さん」篇（2019年 - ）
- 佐川急便
  - 「NEXT!SAGAWA 物流ってこうでなくっちゃ」篇 /「NEXT!SAGAWA 最近の物流ってこんな感じ」篇（2022年）[119]

### その他
- 朝日新聞創刊120周年記念
  - 第80回全国高等学校野球選手権大会プレイベント（1998年8月6日）[注 3]
  - 第11回東京湾大華火祭（1998年8月8日）[注 4]
- 第17回金曲奨授賞式（2006年6月10日）[注 5]

## 受賞歴
- 2002年
  - 第33回ザテレビジョンドラマアカデミー賞 助演男優賞（『ごくせん』）[120]
- 2005年
  - 第47回ザテレビジョンドラマアカデミー賞 助演男優賞（『花より男子』）
  - 第2回TVnavi ドラマ・オブ・ザ・イヤー2005 最優秀助演男優賞（『花より男子』）
- 2006年
  - 第10回日刊スポーツ・ドラマグランプリ 助演男優賞（『花より男子2（リターンズ）』）
- 2007年
  - 第10回日刊スポーツ・ドラマグランプリ GP冬 助演男優賞（『花より男子2（リターンズ）』）
  - 第53回ザテレビジョンドラマアカデミー賞 主演男優賞（『バンビ〜ノ!』）
- 2008年
  - 第3回 GQ Men of the Year2008[121]
- 2009年
  - 第13回日刊スポーツ・ドラマグランプリ GP春 主演男優賞（『スマイル』）
- 2010年
  - 第14回日刊スポーツ・ドラマグランプリ GP夏 主演男優賞（『夏の恋は虹色に輝く』）
  - VOCE BEST COSMETICS AWARDS 2010 特別賞[122]
- 2012年
  - 第72回ザテレビジョンドラマアカデミー賞 主演男優賞（『ラッキーセブン』）[123]
- 2014年
  - 第80回ザテレビジョンドラマアカデミー賞 主演男優賞（『失恋ショコラティエ』）[124]
  - 第17回日刊スポーツ・ドラマグランプリ 主演男優賞（『失恋ショコラティエ』）
  - 第25回日本ジュエリーベストドレッサー賞 特別賞[125]
- 2017年
  - 第21回日刊スポーツ・ドラマグランプリ 主演男優賞（『99.9-刑事専門弁護士- SEASON II』）
- 2018年
  - 第21回日刊スポーツ・ドラマグランプリ GP冬 主演男優賞（『99.9-刑事専門弁護士- SEASON II』）[126]
  - 第96回ザテレビジョンドラマアカデミー賞 主演男優賞（『99.9-刑事専門弁護士- SEASON II』）
  - 第28回TV LIFE年間ドラマ大賞 主演男優賞（『99.9-刑事専門弁護士- SEASON II』）

## 書籍

### フォトブック
- 僕は妹に恋をする OFFICIAL PHOTO BOOK（小学館、2006年12月16日、ISBN 978-4-09-363709-1）

### 雑誌連載
- 雑誌『ROADSHOW』「松本潤のCINEMA SIDEWALK」（集英社、2005年8月号 - ） シネマエッセイ連載
- 雑誌『月刊Telepal f』「もっと、松潤!」（小学館、2007年1月号 - 4月号）
- 雑誌『an・an』（マガジンハウス）表紙連載
  - 「正しい男の愛し方」（2007年2月[127] - 2012年）
  - 「今年こそ新しい私になる!」（2014年1月[128] - 2019年）
- 雑誌『週刊ザ・テレビジョン』（KADOKAWA）
  - 「バンビ〜ノ!」（2007年18号 - 26号）
  - 「松本潤の7色調査FILE」（2011年12月号 ‐ 2012年2月号）
- 雑誌『TV LIFE』「夏潤モード」（ワン・パブリッシング、2010年15号 ‐ 20号）

## 作品

### アルバム収録
| 発売日         | タイトル                      | 備考                                               |
| -------------- | ----------------------------- | -------------------------------------------------- |
| 2005年8月3日   | W/ME                          | アルバム『One』収録。                              |
| 2007年7月11日  | Yabai-Yabai-Yabai             | アルバム『Time』（初回限定盤のみ）収録。           |
| 2008年4月23日  | Naked                         | アルバム『Dream "A" live』（初回限定盤のみ）収録。 |
| 2010年8月4日   | Come back to me               | アルバム『僕の見ている風景』収録。                 |
| 2011年7月6日   | Shake it !                    | アルバム『Beautiful World』収録。                  |
| 2012年10月31日 | We wanna funk, we need a funk | アルバム『Popcorn』収録。                          |
| 2013年10月23日 | Dance in the dark             | アルバム『LOVE』収録。                             |
| 2014年10月22日 | STAY GOLD                     | アルバム『THE DIGITALIAN』収録。                   |
| 2015年10月21日 | Don't you love me?            | アルバム『Japonism』収録。                         |
| 2016年10月26日 | Baby blue                     | アルバム『Are You Happy?』収録。                   |

### 未収録
| 発売日                                     | タイトル                   | 備考 |
| ------------------------------------------ | -------------------------- | --- |
| 2003年12月17日                             | DON'T CRY                  | ビデオ『How's it going? SUMMER CONCERT 2003』収録。                                                                                                   |
| 2005年1月1日                               | La Familia                 | ビデオ『2004 嵐!いざッ、Now Tour!!』収録。 |
| 2007年5月23日 2007年10月17日 2009年3月25日 | Tell me what you wanna be? | ビデオ『ARASHI AROUND ASIA Thailand-Taiwan-Korea』収録。 ビデオ『ARASHI AROUND ASIA+ in DOME』収録。 ビデオ『ARASHI AROUND ASIA 2008 in TOKYO』収録。 |